# نانسي غرين
نانسي كاثرين غريني رين (11 مايو 1943)، هي عضوة مجلس الشيوخ لكولومبيا البريطانية وبطلة  أولمبية في رياضة التزلج على المنحدرات الثلجية خلال الألعاب الأولمبية الشتوية 1968.

## حياتها المبكرة
ولدت نانسي في 11 مايو 1943 في أوتاوا بمقاطقة أونتاريو، وتحولت مع عائلتها نحو مقاطعة كولومبيا البريطانية عندما كان عمر 3 سنوات. شارك في أول مرة بسباق التزلج في 1897، وتعلمته إلى أن أصبحت بطلة المدرسة الثانوية وأصغر بطلة كندية. حيث فازت ب 14 لقب خلال بطولات العالم للتزلج على المنحدرات الثلجية.

## أرقامها في التزلج

### في الألعاب الأولمبية
| السنة | السن | المراكز        | المراكز                | المراكز  | المراكز | المراكز  |
| السنة | السن | التزلج المتعرج | التزلج المتعرج العملاق | سوبر جي  | داونهيل | الفريق   |
| ----- | ---- | -------------- | ---------------------- | -------- | ------- | -------- |
| 1960  | 16   | 31             | 26                     | لم تشارك | 22      | لم تشارك |
| 1964  | 20   | 15             | 16                     | لم تشارك | 7       | لم تشارك |
| 1968  | 24   | 2              | 1                      | لم تشارك | 10      | لم تشارك |

### في بطولة العالم للتزلج
| السنة | السن | المراكز        | المراكز                | المراكز  | المراكز | المراكز |
| السنة | السن | التزلج المتعرج | التزلج المتعرج العملاق | سوبر جي  | داونهيل | الفريق  |
| ----- | ---- | -------------- | ---------------------- | -------- | ------- | ------- |
| 1960  | 16   | 31             | 26                     | لم تشارك | 22      | —       |
| 1962  | 18   | 30             | 18                     | لم تشارك | 5       | 18      |
| 1964  | 20   | 15             | 16                     | لم تشارك | 7       | —       |
| 1966  | 23   | DNF            | 4                      | لم تشارك | DNF     | —       |
| 1968  | 24   | 2              | 1                      | لم تشارك | 10      | 1       |

## روابط خارجية
- نانسي غرين على موقع الاتحاد الدولي للتزلج (التزلج على المنحدرات الثلجية) (الإنجليزية)
- نانسي غرين على موقع اللجنة الأولمبية الدولية (الإنجليزية)
- نانسي غرين على موقع أوليمبيديا (الإنجليزية)
- نانسي غرين على موقع اللجنة الأولمبية الكندية (الإنجليزية)
- نانسي غرين على موقع قاعة كولومبيا البريطانية للمشاهير الرياضية (الإنجليزية)
- نانسي غرين على موقع قاعة كندا للمشاهير الرياضية (الإنجليزية)

- الموقع الرسمي
- نانسي غرين على موقع مجلس الشيوخ الكندي